# 177 (ゲーム)
『177』（いちなななな）は、1986年9月にデービーソフトのアダルトゲーム向けブランドであるマカダミアソフトより発売されたPC-8800シリーズ用のパソコンゲーム。他機種ではPC-9800シリーズ用、X1シリーズ用も発売。「世の男性、女性諸氏の健全かつ正常な愛の営みを願い開発されました」と謳っている。

## 概要
タイトルである「177」とは刑法第177条（強姦罪、現・不同意性交等罪）のことであり、夜道を走って逃げる女性を主人公が追い掛け回して服を一枚ずつ脱がしていくアクションゲームである前半（ACT.ONE）と、全裸にした女性を押し倒した主人公の腰を上下左右四方向に動かして相手をイかせる後半（ACT.TWO）の2部構成となっている。主人公が女性より先にイってしまったり制限時間をオーバーすると刑法第177条「強姦罪、準強姦罪」の条文が表示されてゲームオーバーとなり刑務所行きだが、女性を先にイかせることができれば和姦ということになり両者が結婚するハッピーエンドとなる。

## 登場人物
大内 秀雄
ゲームの主人公であり、26歳で自動車工場に勤務して8年目。夜中のコンビニで漫画の本を立ち読みすることが趣味。真面目な性格だが無口であり、他人からは暗いと思われている。ターゲットの琴絵とは帰りの電車で一緒になることが多く、帰り道が一緒であり2週間前に彼女を襲うことを決意した。
斎藤 琴絵
21歳で短大を卒業後外資系コンピューター会社に勤務するOL。明るい性格で新藤彰という恋人がいる。身長は160.9cm、スリーサイズはB82 W60 H83で血液型はA型。この日は友人と遊びに行っていて帰りが遅かった。
敵キャラ
漬物石、世にも不思議な墓、もぐらのアレキサンドラ、スカンクのルドルフ、ネコのトラッツェリアンナ、みどり亀のミッチェル、犬のスドロコトフスキー、大型扇風機の神風3号、など。

## その他
- 発売当初はそれなりに数の出ていたアダルトゲームの1本というだけで特に目立った存在ではなかったが、1986年10月21日に公明党の草川昭三によって衆議院決算委員会で有害ソフトとして取り上げられ[2][3]、事実上の発売停止に追い込まれたことで、逆に知名度が上昇した。国会でアダルトゲームが取り上げられたのは本作が初のケースである。現在ではプレミアムが付いて、中古ゲームショップやネットオークションで高値で取引されている。
- 開発スタッフには女性も多く、マニュアル制作やグラフィック制作を担当していたが、性器の部分のグラフィックだけは男性スタッフが担当した。
- 本作のゲームデザイナーは、翌年にデービーソフトのホラーゲーム「プロデュース」も開発した人物。